# カタハランブー

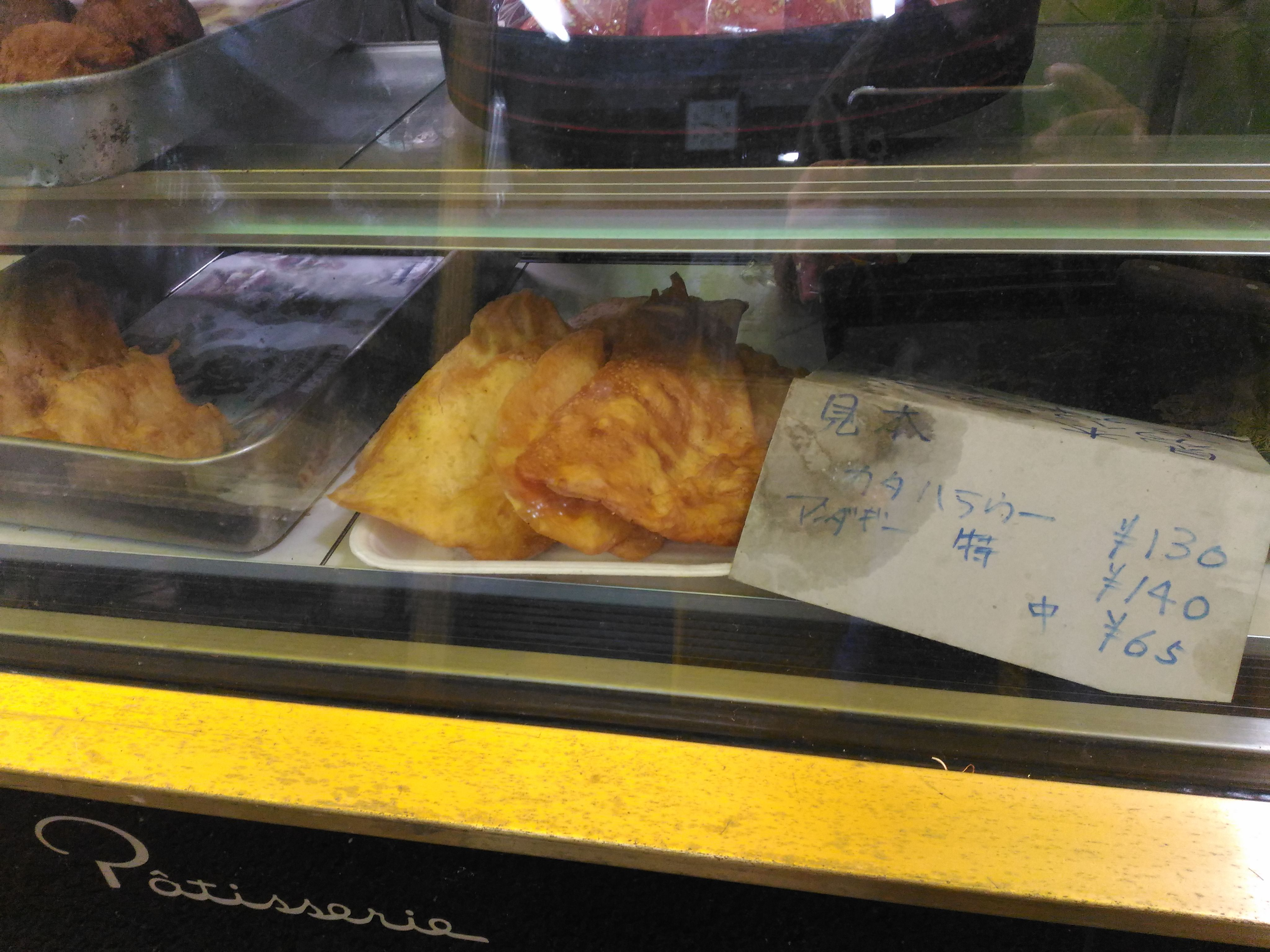
カタハランブー

カタハランブーは、天ぷらの生地のみを油で揚げた沖縄県の食品。

## 概要
カタハランブーとは「片腹が重（んむ）い」という意味の沖縄方言で、沖縄風てんぷらの生地を鍋肌から垂らし、片側を厚く、もう片方をせんべい状に薄く揚げる。白アンダギーまたはタラシアギーとも呼ばれている。
甘味はなく、淡い塩味で中身のない衣だけの天ぷらである。

## 縁起物として
沖縄では「男性」を象徴する食べ物とされており、結納では女性を象徴するサーターアンダギーと対になって出され、子孫繁栄などの願いを込めて食べられている。